# Aeroportul Drayton Valley Industrial
Aeroportul Drayton Valley Industrial (IATA: YDC) este un aeroport din Alberta, Canada.
Situat la o altitudine de 846 m, aeroportul dispune de o singură pistă. Este operat de Drayton Valley⁠(d).